# Thecturota marchii
Thecturota marchii är en skalbaggsart som först beskrevs av Dodero 1922.  Thecturota marchii ingår i släktet Thecturota, och familjen kortvingar. Arten är reproducerande i Sverige.